# 两板桥镇
两板桥镇，是中华人民共和国四川省资阳市安岳县下辖的一个乡镇级行政单位。

## 行政区划
两板桥镇下辖以下地区：
简河村、沙坝村、东堰村、鱼岩村、杉树村、玉龙村、五七村、巴岩村、碑湾村、河边村、僧亭村、军民村、自生村、玉井村和作坊村。